# Xã South Cadron, Quận Cleburne, Arkansas
Xã South Cadron (tiếng Anh: South Cadron Township) là một xã thuộc quận Cleburne, tiểu bang Arkansas, Hoa Kỳ. Năm 2010, dân số của xã này là 944 người.